# غريغ أونيل
غريغ أونيل (بالإنجليزية: Greg O'Neill)‏ هو شخصية أعمال أسترالي، ولد في 28 مايو 1962 في ليونغاثا ‏ في أستراليا.